# ココロの鍵 (川越美和の曲)
「ココロの鍵」（こころのかぎ）は、1990年3月21日にNECアベニューから発売された川越美和の5枚目のシングルである。

## 概要
- 1990年2月に発売したファーストアルバム「Real Face」からのシングルカット。
- 1990年6月には新装ジャケットで再発売。

## 収録曲
1. ココロの鍵 [4:57]
作詞：森浩美、作曲：高槻真裕、編曲：新川博
2. 風のような気持ち [4:28]
作詞：森浩美、作曲：KOBE KOBE、編曲：安藤高弘